# Pachastrissa pathologica
Pachastrissa pathologica är en svampdjursart som först beskrevs av Schmidt 1868.  Pachastrissa pathologica ingår i släktet Pachastrissa och familjen Calthropellidae. Inga underarter finns listade i Catalogue of Life.